# KGB contra KGB
KGB contra KGB is een spionageroman van auteur Gérard de Villiers en het 105e deel uit de S.A.S.-reeks met als protagonist de Oostenrijkse prins en freelance CIA-agent Malko Linge.

## Het verhaal
Op een bal in Warschau wordt een KGB-agent bruut vermoord. Malko krijgt van de CIA de opdracht het voorval te onderzoeken samen met een onderzoeksteam van de KGB. Ondanks de glasnost is het voor zowel de CIA als KGB een vreemde gewaarwording dat de gezworen aartsvijanden nu samenwerken.
Het gezamenlijke team van de CIA en KGB komt een diskette met compromitterende gegevens op het spoor dat leidt van de Russische Oeral naar Vilnius in Litouwen.

## Personages
- Malko Linge, Oostenrijkse prins en CIA-agent;
- Milton Brabeck, CIA-agent;
- Chris Jones, CIA-agent;
- Katia, killer in dienst van de KGB.